# Firebeatz
Firebeatz est un duo musical néerlandais, composé de Tim Benjamin Smulders (né le 14 août 1985) et de Jurre van Doeselaar (né le 7 juillet 1987), originaire d'Amsterdam. Les deux membres se popularisent grâce à leurs hits Dear New York, Here We F*cking Go et Helicopter, ainsi qu'en collaborant avec des artistes tels que Calvin Harris, Tiësto et Martin Garrix.

## Histoire
Tim et Jurre se rencontrent à l'École d'arts de Tilbourg, aux Pays-Bas, et découvrent un intérêt similaire pour la musique. Les deux forment par la suite Firebeatz en 2008 et des chansons comme Funky Shit, Where's Your Head At, Miniman, Dear New York et Here We F*cking Go commencent à être publiées et à se classer dans le top des ventes sur Beatport.
La première collaboration avec Chocolate Puma intitulée Just One More Time Baby, est diffusée sur la BBC Radio 1 par DJ Pete Tong et est bien accueillie par les auditeurs. La chanson reste quelques semaines aux classements house sur Beatport. Dear New York, l'un de leurs plus grands hits, est une collaboration avec Schella. Elle atteindra la deuxième place du Beatport Main Top 100. En 2013, Firebeatz continuent leur ascension avec leur chanson Gangster qui atteint le Beatport Top 20 et avec leur collaboration avec Bobby Burns intitulée Ding Dong. Au fil de leur carrière, ils se diversifient dans les genres en collaborant avec des artistes tels que Pitbull, James Blunt, Ian Carey, Snoop Dogg, Freestylers, Flo Rida, Timbaland, Fatman Scoop, Alex Gaudino, Wynter Gordon, Bingo Players et Sean Paul. Ce dernier les aidera à atteindre le Beatport Main Top 15.
Max Ammo, publiée en décembre 2013, atteint le Beatport top 20. Leur chanson avec Martin Garrix, Helicopter atteint la première place sur Beatport, et les classements belges, français et néerlandais. Ils font ensuite paraître Guitar Track avec Sander van Doorn en mars 2014. En juin 2014, Firebeatz collaborent avec Tiësto et Ladyhawke pour la chanson Last Train, présentée dans le cinquième album de Tiësto A Town Called Paradise. La même année, le groupe atteint la 56e place du DJ Mag Top 100.

## Discographie

### Singles
- 2008 : 2008Firebeatz - Speak Up
- 2008 : Firebeatz & Mell Tierra - Ready To Go EP
- 2009 : Firebeatz & Mell Tierra featuring Stanford - Hit The Dust
- 2009 : Firebeatz & Apster - Skandelous
- 2010 : Firebeatz - 2 Time's The Charm / Magic People
- 2010 : Firebeatz & JoeySuki - Echobird
- 2010 : Firebeatz - Beatboxa / Look Behind The Obvious
- 2010 : Apster & Firebeatz - Cencerro
- 2010 : JoeySuki & Firebeatz - Hidden Sound
- 2010 : Firebeatz - Punk!
- 2010 : Firebeatz featuring Greg Van Bueren - Zunga Zunga
- 2010 : Nicky Romero & Firebeatz - Seventy Two / Ambifi
- 2010 : Firebeatz & JoeySuki featuring Max C - Hidden Sound (This Beat Is Got Me)
- 2011 : Firebeatz - It's Like That 2011
- 2011 : Firebeatz & JoeySuki featuring Benjmin - Tell Me
- 2011 : Firebeatz - 4 Real Life EP
- 2011 : Stuart vs Firebeatz - Free, Let It Be
- 2011 : Firebeatz - It's Like That 2011 (The Remixes)
- 2011 : Firebeatz - Where Brooklyn At / Wise Up
- 2011 : Firebeatz - Knock Out
- 2011 : Chocolate Puma & Firebeatz - Go Bang!
- 2011 : Firebeatz - Had It / Love Is What We Need
- 2011 : Firebeatz - A Certain Sound / FYPM
- 2011 : Firebeatz - Beatboxa
- 2011 : Firebeatz - Funky Shit
- 2012 : Firebeatz - Where's Your Head At
- 2012 : Firebeatz - Miniman
- 2012 :  Firebeatz & JoeySuki - Reckless
- 2012 : Chocolate Puma & Firebeatz - Just One More Time Baby
- 2012 : Firebeatz & Schella - Dear New York
- 2012 : Firebeatz - Here We F**king Go
- 2012 : Firebeatz - Disque
- 2013 : Chocolate Puma & Firebeatz - We Are Ghost Here
- 2013 : Firebeatz - Gangster
- 2013 : Firebeatz - YEAHHH
- 2013 : Firebeatz & Bobby Burns - Ding Dong
- 2013 : Firebeatz - Ahw Yeah
- 2013 : Firebeatz - Wonderful
- 2013 : Chocolate Puma & Firebeatz - Sausage Fest
- 2013 : Firebeatz & Schella - Wicked
- 2013 : Firebeatz - Max Ammo
- 2013 : Firebeatz - Woof
- 2014 : DubVision & Firebeatz - Rockin
- 2014 : Martin Garrix & Firebeatz - Helicopter
- 2014 :  Sander van Doorn & Firebeatz - Guitar Track
- 2014 : Firebeatz - Bazooka
- 2014 : Tiësto & Firebeatz featuring Ladyhawke - Last Train
- 2014 : Firebeatz - Palace
- 2014 : Firebeatz & Schella - Owned
- 2014 : Firebeatz - It's My Car
- 2014 : Firebeatz - Bombaclat
- 2014 : Firebeatz & KSHMR featuring Luciana - No Heroes
- 2014 : Firebeatz & Schella - Switch
- 2014 : Calvin Harris & Firebeatz - It Was You
- 2014 : Chocolate Puma & Firebeatz - I Can't Understand
- 2014 : Firebeatz - Arsonist
- 2015 : Sander van Doorn & Firebeatz & Julian Jordan - Rage
- 2015 : Firebeatz - Darkside
- 2015 : Firebeatz & DubVision feat. Ruby Prophet - Invincible
- 2015 : Firebeatz - Samir's Theme
- 2015 : Firebeatz - Sky High (Tiësto Edit)
- 2015 : Firebeatz - Unlocked
- 2015 : Firebeatz - GO
- 2015 : Firebeatz & Apster - Ghostchild [FREE]
- 2015 : Firebeatz - Tornado
- 2015 : Firebeatz & Jay Hardway - Home
- 2016 : Firebeatz & Schella - Dat Disco Swindle
- 2016 : Firebeatz & Chocolate Puma feat. Bishøp - Lullaby
- 2016 : Firebeatz & Fafaq - Sir Duke

### Remixes
- 2012 : Ron Carroll & Alex Kenji - Good Time (Firebeatz Remix) [Spinnin Records]
- 2013 : Sean Paul, Congorock, Stereo Massive - Bless Di Nation (Firebeatz Remix) [Ultra]
- 2013 : Wallpaper. - Good 4 It (Firebeatz Remix) [Epic]
- 2013 : Rihanna - What Now (Firebeatz Remix) [Def Jam]
- 2014 : Rune RK - Calabria (Firebeatz Remix) [Musical Freedom]
- 2015 : Montell Jordan, Joe Stone - The Party (This Is How We Do It) (Firebeatz Remix) [Spinnin Records] 2016 : Bolier - Ipanema (Firebeatz Remix) [Spinnin Records]